# Manuel Almagro Díaz
Manuel Almagro Díaz conocido como Manolo Almagro o simplemente Almagro (Granada, España, 13 de diciembre de 1929-12 de septiembre de 2001) fue un futbolista español. Jugó como delantero en Primera División de España en el Real Murcia Club de Fútbol, Hércules Club de Fútbol, Real Jaén Club de Fútbol y Granada Club de Fútbol.

## Trayectoria
Almagro se inició en el Betis Cruz Blanca, equipo de un barrio de Granada. En abril de 1947, avanzada la temporada 1946/47, debutó con el Granada Club de Fútbol, precisamente lo hizo en Alicante ante el Hércules, club en el que posteriormente daría un excelente rendimiento. En el Granada permaneció cuatro temporadas. En la temporada 1950/51 se marchó al Real Murcia con el que debutó en Primera división y tras el descenso siguió jugando una temporada más.
Más tarde aterrizaría en Alicante, donde en el Hércules Club de Fútbol formó una dupla atacante mítica en la época junto al uruguayo Sergio Rodríguez. Su buena trayectoria en el Hércules le llevó a fichar por el Atlético de Madrid, equipo que sin darle oportunidad lo cedió al Granada. En la temporada 1956/57 jugó con el Real Jaén en la máxima categoría, siendo un jugador importante en el equipo que mantuvo por primera y última vez la categoría en Primera.
En la temporada 1957/58 regresó al Hércules, donde en otras dos temporadas dejó un grato recuerdo, y acumulando en total cinco temporadas de blanquiazul. Además en la temporada 1957/58 tuvo incluso una experiencia como técnico, ya que tras la destitución del entrenador Ricardo Gallart, el jugador Sergio Rodríguez realizó funciones de jugador-entrenador de manera interina durante cinco partidos, tiempo en el que Almagro fue su segundo de a bordo en labores técnicas mientras también seguía de jugador.
En la temporada 1959/60, Almagro regresó al equipo de su ciudad con el que por primera vez jugaría en Primera división.
Fallece el 12 de septiembre de 2001

## Clubes
| Club                            | País   | Periodo   |
| ------------------------------- | ------ | --------- |
| Betis Cruz Blanca               | España | 1946-1947 |
| Granada Club de Fútbol          | España | 1947-1950 |
| Real Murcia Club de Fútbol      | España | 1950-1952 |
| Hércules Club de Fútbol         | España | 1952-1955 |
| Club Atlético de Madrid         | España | 1955-1956 |
| Granada Club de Fútbol (cedido) | España | 1955-1956 |
| Real Jaén Club de Fútbol        | España | 1956-1957 |
| Hércules Club de Fútbol         | España | 1957-1959 |
| Granada Club de Fútbol          | España | 1959-1960 |